# Nueva Tierra Limpia
Nueva Tierra Limpia är en ort i Mexiko.   Den ligger i kommunen Nuevo Ideal och delstaten Durango, i den centrala delen av landet, 900 km nordväst om huvudstaden Mexico City. Nueva Tierra Limpia ligger 1 989 meter över havet och antalet invånare är 184.
Terrängen runt Nueva Tierra Limpia är platt söderut, men norrut är den kuperad. Runt Nueva Tierra Limpia är det glesbefolkat, med 9 invånare per kvadratkilometer. Närmaste större samhälle är Nuevo Ideal, 15,0 km söder om Nueva Tierra Limpia. I omgivningarna runt Nueva Tierra Limpia växer huvudsakligen savannskog.